# شهرستان پیش
شهرستان پیش (به لهستانی: Powiat Pisz) یک شهرستان در لهستان است که در استان وارمی-ماسوری واقع شده‌است. شهرستان پیش ۱٬۷۷۶٫۱۷ کیلومتر مربع مساحت و ۵۷٬۵۵۳ نفر جمعیت دارد.